# Michał Krajewski (murarz)
Michał Krajewski (ur. 8 listopada?/21 listopada 1904 w Astrachaniu, zm. 5 czerwca 1993) – polski murarz, przodownik pracy, wieloletni pracownik Ministerstwa Budownictwa Przemysłowego, autor książek autobiograficznych.

## Życiorys
W 1930 ukończył szkołę majstrów budowlanych we Lwowie. W latach 1919–1936 pracował jako robotnik budowlany. Był więziony za udział w strajku chłopskim w Tarnowie (1937–1939). W latach 1939–1942 pracował na budowach w Astrachaniu, Orsku i Taszkencie. W 1942 roku wstąpił do Związku Patriotów Polskich w ZSRR. 
Jako żołnierz sformowanego w ZSRR ludowego Wojska Polskiego przeszedł szlak bojowy 1 Armii WP na trasie Sielce – Warszawa – Kołobrzeg – Berlin – Łaba. W latach 1945–1948 służył w LWP, a następnie był inicjatorem tzw. trójek murarskich w ramach współzawodnictwa pracy i należał do najbardziej znanych przodowników pracy okresu PRL. Pracował m.in. przy budowie osiedla Mariensztat w Warszawie.
Był członkiem Komunistycznego Związku Młodzieży Polskiej (1929–1934), Międzynarodowej Organizacji Pomocy Rewolucjonistom (1930–1934), Polskiej Partii Robotniczej (1945–1948), a następnie Polskiej Zjednoczonej Partii Robotniczej. W latach 1948–1954 zastępca członka Komitetu Centralnego PZPR, 1950–1954 członek Komitetu Warszawskiego PZPR, delegat na I (1948) i II (1954) Zjazd PZPR. W latach 1950–1953 zastępca przewodniczącego Stołecznej Rady Narodowej w Warszawie. Działał ponadto w Klubie Robotników Piszących (1978–1980) oraz Robotniczym Stowarzyszeniu Twórców Kultury (od 1980 prezes). Pracował jako radca Ministra Budownictwa Przemysłowego oraz inspektor w tym ministerstwie. Działał na rzecz racjonalizacji w budownictwie przy Instytucie Mechanizacji Budownictwa i Postępu Technicznego (1948–1969). Był także w gronie pierwszych odznaczonych Orderem Budowniczych Polski Ludowej 22 lipca 1949. 12 czerwca 1964 został pozbawiony Orderu, został mu przywrócony 10 kwietnia 1990. W listopadzie 1949 został członkiem Ogólnokrajowego Komitetu Obchodu 70-lecia urodzin Józefa Stalina.
Od 1982 był redaktorem naczelnym dwutygodnika „Twórczość Robotników”. Członek Towarzystwa Przyjaźni Polsko-Radzieckiej (przewodniczący Zarządu Stołecznego w Warszawie 1954–1956). Członek Zarządu Głównego Towarzystwa Kultury Moralnej (1974–1979), członek Związku Literatów Polskich, członek Narodowej Rady Kultury (od 1983). W lipcu 1984 był członkiem Społecznego Komitetu Obchodów 40-lecia Polski Ludowej w Warszawie.

## Twórczość
Opublikował m.in. autobiograficzne książki:
- 3400 cegieł w ciągu 8 godzin – relacja, 1948[12]
- Ludzie rusztowań (z Bogdanem Ostromęckim), 1950[12]
- Miejsce stałego zamieszkania – pamiętnik/powieść autobiograficzna, 1951[12]
- Budowa – nowela, 1953[12]
- Mów o tych dniach Mariensztacie[13] – pamiętnik, 1975[12]

## Odznaczenia
- Nagroda miasta stołecznego Warszawy (1985)
- Order Budowniczych Polski Ludowej (1949)[14]
- Order Virtuti Militari V klasy
- Krzyż Kawalerski Orderu Odrodzenia Polski
- Order Krzyża Grunwaldu III klasy
- Złoty Krzyż Zasługi
- Medal 10-lecia Polski Ludowej
- Medal 30-lecia Polski Ludowej
- Medal 40-lecia Polski Ludowej
- Medal za Warszawę 1939–1945
- Medal za Odrę, Nysę, Bałtyk
- Medal Zwycięstwa i Wolności 1945
- Medal „Za udział w walkach o Berlin”
- Medal im. Ludwika Waryńskiego (1986)[15]
- Odznaka honorowa „Za Zasługi dla Warszawy”
- Tytuł członka honorowego Robotniczych Stowarzyszeń Twórców Kultury (1989)[16]